# Hristo Ivanov
Hristo Jankov Ivanov (in bulgaro Христо Янков Иванов?; Jambol, 16 dicembre 2000) è un calciatore bulgaro, centrocampista della Lokomotiv Plovdiv.

## Carriera

### Club
Cresciuto nel settore giovanile del Černo More Varna, nel 2019 firma il suo primo contratto con il Vitoša Bistrica. Al termine della stagione 2019-2020, la squadra retrocede in seconda divisione. Così, dopo aver collezionato 3 presenze in seconda divisione tra luglio e novembre, viene acquistato dal Novara, in Serie C. Dopo solo due presenze in campionato, nell'agosto 2021 torna in patria per vestire la maglia dell'Arda Kărdžali.

### Nazionale
Dopo aver precedentemente giocato in Under-21, nel 2023 ha esordito in nazionale maggiore.

## Statistiche

### Presenze e reti nei club
Statistiche aggiornate al 21 marzo 2022.
| Stagione        | Squadra         | Campionato      | Campionato | Campionato | Coppe nazionali | Coppe nazionali | Coppe nazionali | Coppe continentali | Coppe continentali | Coppe continentali | Altre coppe | Altre coppe | Altre coppe | Totale | Totale |
| Stagione        | Squadra         | Comp            | Pres       | Reti       | Comp            | Pres            | Reti            | Comp               | Pres               | Reti               | Comp        | Pres        | Reti        | Pres   | Reti   |
| --------------- | --------------- | --------------- | ---------- | ---------- | --------------- | --------------- | --------------- | ------------------ | ------------------ | ------------------ | ----------- | ----------- | ----------- | ------ | ------ |
| 2019-2020       | Vitoša Bistrica | 1L              | 13         | 0          | CB              | 1               | 1               |                    | -                  | -                  |             | -           | -           | 14     | 1      |
| lug.-nov. 2020  | Vitoša Bistrica | 2L              | 4          | 1          | CB              | -               | -               |                    | -                  | -                  |             | -           | -           | 4      | 1      |
| nov. 2020-2021  | Novara          | C               | 2          | 0          | CI              | -               | -               |                    | -                  | -                  |             | -           | -           | 2      | 0      |
| ago. 2021-2022  | Arda Kărdžali   | 1L              | 12         | 0          | CB              | 1               | 0               | UECL               | -                  | -                  |             | -           | -           | 13     | 0      |
| Totale carriera | Totale carriera | Totale carriera | 31         | 1          |                 | 2               | 1               |                    | -                  | -                  |             | -           | -           | 33     | 2      |

### Classifica presenze e reti in nazionale
| Cronologia completa delle presenze e delle reti in nazionale ― Bulgaria | Cronologia completa delle presenze e delle reti in nazionale ― Bulgaria | Cronologia completa delle presenze e delle reti in nazionale ― Bulgaria | Cronologia completa delle presenze e delle reti in nazionale ― Bulgaria | Cronologia completa delle presenze e delle reti in nazionale ― Bulgaria | Cronologia completa delle presenze e delle reti in nazionale ― Bulgaria | Cronologia completa delle presenze e delle reti in nazionale ― Bulgaria | Cronologia completa delle presenze e delle reti in nazionale ― Bulgaria |
| Data                                                                    | Città                                                                   | In casa                                                                 | Risultato                                                               | Ospiti                                                                  | Competizione                                                            | Reti                                                                    | Note                                                                    |
| ----------------------------------------------------------------------- | ----------------------------------------------------------------------- | ----------------------------------------------------------------------- | ----------------------------------------------------------------------- | ----------------------------------------------------------------------- | ----------------------------------------------------------------------- | ----------------------------------------------------------------------- | ----------------------------------------------------------------------- |
| 14-10-2023                                                              | Sofia                                                                   | Bulgaria                                                                | 0 – 2                                                                   | Lituania                                                                | Qual. Euro 2024                                                         | -                                                                       | 79’                                                                     |
| 17-10-2023                                                              | Tirana                                                                  | Albania                                                                 | 2 – 0                                                                   | Bulgaria                                                                | Amichevole                                                              | -                                                                       | 46’                                                                     |
| Totale                                                                  |                                                                         | Presenze                                                                | 2                                                                       |                                                                         | Reti                                                                    | 0                                                                       |                                                                         |